# Evaristo Felice dall'Abaco
Evaristo Felice dall'Abaco (født 12. juli 1675, Verona, død 12. juli 1742, München) var en italiensk komponist, violonist og cellist.
Levede fra 1704 som kammermusiker (cellist) ved hoffet i München. Som komponist af kammermusik er han jævnbyrdig med Corelli. Et udvalg af hans arbejder foreligger i nyere udgave ved Adolf Sandberger i Denkmäler der Tonkunst in Bayern fra 1900.